# Jože Jakša
‎
Jože Jakša, slovenski zdravnik, univerzitetni profesor medicine, * 30. oktober 1895, Žužemberk, † 19. oktober 1954, Ljubljana.

## Pred in meddrugo svetovno vojno
Jože Jakša je bil rojen v družini sodnega uradnika v Žužemberkukot najmlajši med tremi sinovi. 
Leta 1914 je maturiral na gimnaziji v Novem mestu.
Medicino je študiral v Gradcu, Zagrebu in na 
Dunaju, kjer je leta 1924 promoviral. Leta 1927 je postal specialist dermatovenerolog. Med letoma 1929 in 1945 je služboval v ambulanti Okrožnega urada za zavarovanje delavcev v Ljubljani.
Imel je tudi zasebno ambulanto dermatovenerologije, sprva na Wolfovi ulici, kasneje pa zraven svojega stanovanja v hiši 
na Kongresnem trgu, med Slovensko Filharmonijo in Slovensko matico. Pri delu je bil socialno čuteč in je delal brezplačno za študente, vojake in druge socialno ogrožene bolnike. Ker so spolne bolezni, zlasti sifilis, v tistem času pred iznajdbo penicilina, veljale za težko ozdravljive, zlasti pa stigmatizirane bolezni, je Jakša za širšo javnost napisal knjigo "Kako spoznamo spolne bolezni". Med drugo svetovno vojno je podpiral Osvobodilno fronto in je zdravstveno oskrboval otroke tistih, ki so odšli v partizane.

## Delo na Medicinski fakulteti v Ljubljani
Leta 1945 se je zaposlil na Medicinski fakulteti v Ljubljani kot učitelj dermatovenerologije. Izpopolnjeval se je v Ženevi, Zurichu, Bernu, Baslu in v Pragi. Od leta 1948 do svoje smrti leta 1954 je bil predstojnik Dermatovenerološke klinike v Ljubljani. Kljub nasprotovanju kirurgov, sosedov njegove klinike, se je zaradi prostorske stiske lotil gradnje nove stavbe dermatološke klinike. Ko je bila leta 1950 gradnja končana, je Jakša zaradi nasprotovanj celo moral izvesti selitev klinike v nove prostore inkognito v nočnem času.
Ko so škofa Antona Vovka pod vplivom politične propagande 20. januarja 1952 v Novem mestu polili z bencinom in ga zažgali, so ga zaradi hudih opeklin sprejeli na Dermatološko kliniko. Jakša je bil eden od zdravnikov, ki so požrtvovalno poskrbeli zanj, in je škofu celo odstopil svojo sobo, da bi imel več 
zasebnosti.
Leta 1953 je napredoval v izrednega profesorja. Za svoje študente je napisal tri univerzitetne učbenike:

1. Jože Jakša, Navodila za ugotavljanje in zdravljenje spolnih bolezni, Ljubljana : Ministrstvo za Ljudsko Zdravje, 1946  (COBISS)
2. Jože Jakša, Kožne plesni, Ljubljana : Medicinska fakulteta, 1947 (COBISS)
3. Jože Jakša, Lokalizacija kožnih in spolnih bolezni, Ljubljana : Medicinska visoka šola, Komisija za učbenike in skripta, 1952  (COBISS)

## Vodenje Slovenskega zdravniškega društva
Po odstopu prvega povojnega društvenega predsednika prof. Alije Koširja, je med leti 1946 in 1953 Jakša vodil 
Slovensko zdravniško društvo. Povojna politika je v Jakševem času formalno, vsebinsko in gmotno zavirala stanovsko delovanje zdravništva in njegovega društva. Takoj po vojni so Zdravniško društvo preimenovali v Zdravniško strokovno-znanstveno sekcijo Enotnih sindikatov zdravstvenih delavcev. Pod vodstvom Jakše pa so se člani na izrednem občnem zboru oktobra leta 1947 zopet izrekli za svoj stari naziv. 
Zdravniško društvo, ki je takrat združevalo okoli 400 zdravnikov in zobozdravnikov, je pod vodstvom dr. Jakše skrbelo za povezovanje članstva, večanje števila zdravnikov in številne druge naloge, saj je bila po vojni ukinjena tudi Zdravniška zbornica Slovenije. Jakša je tudi oživil izdajanje Zdravstvenega vestnika, društvenega strokovnega glasila. 

## Družina
Jože Jakša je bil poročen s Sošo (Zofijo), rojeno Svetel, sestro skladatelja in dirigenta Heriberta Svetela. Imela sta tri sinove. Najstarejši Iztok Jakša je tudi postal zdravnik, pediater. Srednji, Jošt, je zaradi takrat neozdravljive presnovne bolezni umrl že v prvem letu svojega življenja.
Najmlajši Andrej Jakša pa je postal pravnik. Soša Jakša je po smrti svojega moža začela pisati knjige o prehrani.